# Liste des transferts NBA saison 2010-2011
Pour un article plus général, voir Saison NBA 2010-2011.
Cette page présente la liste des transferts et mouvements de personnels de la NBA durant la saison 2010-2011.

## Retraites

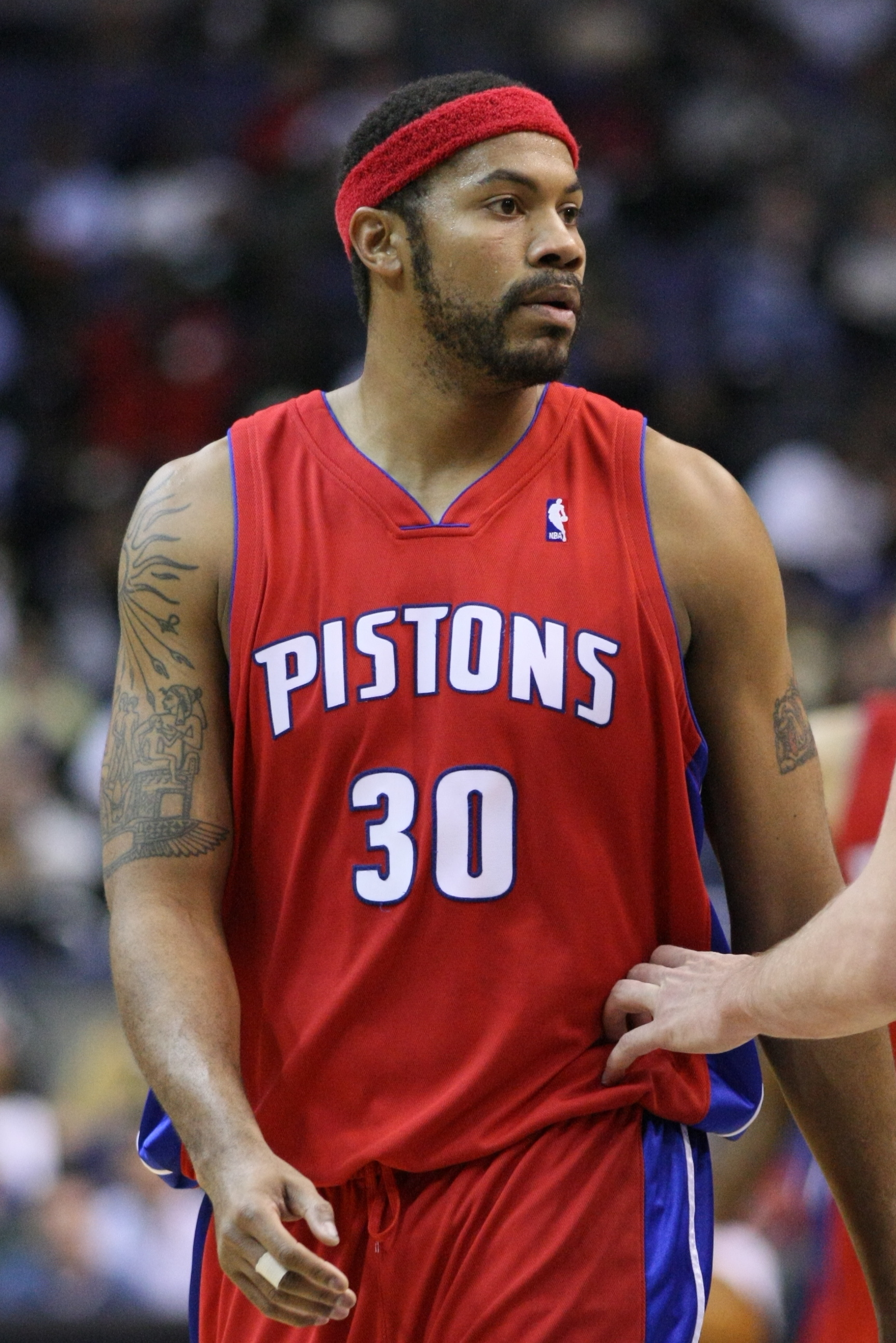
Rasheed Wallace avec les Pistons de Détroit

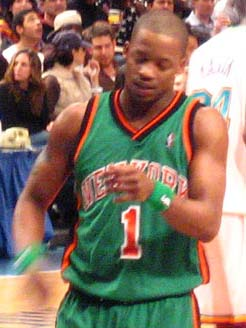
Steve Francis avec les Knicks de New York

| Date        | Nom             | Équipes | Âge | Palmarès                                                                                          | Ref.  |
| ----------- | --------------- | --- | --- | ------------------------------------------------------------------------------------------------- | ----- |
| 7 juin      | Kevin Ollie     | Dallas Mavericks (1997) Orlando Magic (1998, 1999) Sacramento Kings (1999) Philadelphia 76ers (1999–2000, 2000–2001, 2004–2008) New Jersey Nets (2000) Chicago Bulls (2001–2002) Indiana Pacers (2002) Milwaukee Bucks (2002–2003) Seattle SuperSonics/Oklahoma City Thunder (2003, 2009–2010) Cleveland Cavaliers (2003–2004) Minnesota Timberwolves (2008–2009) | 37  |                                                                                                   | [ 1 ] |
| 10 août     | Rasheed Wallace | Washington Bullets (1995–1996) Portland Trail Blazers (1996–2004) Atlanta Hawks (2004) Detroit Pistons (2004–2009) Boston Celtics (2009–2010) | 34  | 1x Champion NBA (2004) 4× NBA All-Star (2000, 2001, 2006, 2008) NBA All-Rookie Second Team (1996) | [ 2 ] |
| 17 août     | Adonal Foyle    | Golden State Warriors (1997–2007) Orlando Magic (2007–2009, 2009–2010) Memphis Grizzlies (2009) | 35  |                                                                                                   | [ 3 ] |
| 4 novembre  | Fabricio Oberto | San Antonio Spurs (2005–2009) Washington Wizards (2009–2010) Portland Trail Blazers (2010) | 35  | 1x Champion NBA (2007)                                                                            | [ 4 ] |
| 27 décembre | Steve Francis   | Houston Rockets (1999–2004, 2007–2008) Orlando Magic (2004–2006) New York Knicks (2006–2007) | 33  | 3× NBA All-Star (2002-2004) NBA Co-Rookie of the Year (2000) NBA All-Rookie First Team (2000)     | [ 5 ] |
| 11 mai      | Robert Traylor  | Milwaukee Bucks (1998–2000) Cleveland Cavaliers (2000–2001, 2004–2005) Charlotte / New Orleans Hornets (2001–2003) | 34  |                                                                                                   |       |

## Encadrement

### Entraîneurs

#### Avant la saison
| Date         | Équipe                | Ancien entraîneur | Raison du départ | Nouvel entraîneur | Dernier poste occupé                                     | Ref.   |
| ------------ | --------------------- | ----------------- | ---------------- | ----------------- | -------------------------------------------------------- | ------ |
| 21 mai       | Philadelphia 76ers    | Eddie Jordan      | Limogé           | Doug Collins      | Washington Wizards, entraîneur (2001–2003)               | ,      |
| 7 juin       | New Orleans Hornets   | Jeff Bower        | Démission        | Monty Williams    | Portland Trail Blazers, entraîneur assistant (2005–2010) | ,      |
| 10 juin      | New Jersey Nets       | Kiki Vandeweghe   | Contrat expiré   | Avery Johnson     | Dallas Mavericks, entraîneur (2005–2007)                 | ,      |
| 13 juin      | Atlanta Hawks         | Mike Woodson      | Contrat expiré   | Larry Drew        | Atlanta Hawks, entraîneur assistant (2004–2010)          | ,      |
| 23 juin      | Chicago Bulls         | Vinny Del Negro   | Limogé           | Tom Thibodeau     | Boston Celtics, entraîneur assistant (2007–2010)         | ,      |
| 1er juillet  | Cleveland Cavaliers   | Mike Brown        | Limogé           | Byron Scott       | New Orleans Hornets, entraîneur (2004–2009)              | ,      |
| 6 juillet    | Los Angeles Clippers  | Kim Hughes        | Limogé           | Vinny Del Negro   | Chicago Bulls, entraîneur (2008–2010)                    | ,      |
| 27 septembre | Golden State Warriors | Don Nelson        | Démission        | Keith Smart       | Golden State Warriors, entraîneur assistant (2003–2010)  | [ 20 ] |

#### Pendant la saison
| Date        | Équipe            | Ancien entraîneur | Raison du départ | Nouvel entraîneur     | Dernier poste occupé                             | Ref.   |
| ----------- | ----------------- | ----------------- | ---------------- | --------------------- | ------------------------------------------------ | ------ |
| 22 décembre | Charlotte Bobcats | Larry Brown       | Démission        | Paul Silas            | Cleveland Cavaliers, entraîneur (2003–2005)      | ,      |
| 30 janvier  | Indiana Pacers    | Jim O'Brien       | Limogé           | Frank Vogel (interim) | Indiana Pacers, entraîneur assistant (2007–2011) | [ 23 ] |
| 10 février  | Utah Jazz         | Jerry Sloan       | Démission        | Tyrone Corbin         | Utah Jazz, entraîneur assistant (2004–2011)      | [ 24 ] |

### Manager Général

#### Avant la saison
| Date       | Équipe                 | Ancien manager  | Raison du départ | Nouveau manager | Dernier poste occupé                                              | Ref.   |
| ---------- | ---------------------- | --------------- | ---------------- | --------------- | ----------------------------------------------------------------- | ------ |
| 4 juin     | Cleveland Cavaliers    | Danny Ferry     | Démission        | Chris Grant     | Cleveland Cavaliers, manager général assistant (2005–2010)        | [ 25 ] |
| 15 juillet | New Jersey Nets        | Rod Thorn       | Retrogradé       | Billy King      | Philadelphia 76ers, manager général (1998–2007)                   | [ 26 ] |
| 19 juillet | Portland Trail Blazers | Kevin Pritchard | Limogé           | Rich Cho        | Oklahoma City Thunder, manager général assistant (2000–2010)      | ,      |
| 21 juillet | New Orleans Hornets    | Jeff Bower      | Démission        | Dell Demps      | San Antonio Spurs, directeur du personnel des joueurs (2005–2010) | ,      |
| 5 août     | Phoenix Suns           | Steve Kerr      | Contrat expiré   | Lance Blanks    | Cleveland Cavaliers, manager général assistant (2005–2010)        | [ 31 ] |
| 27 août    | Denver Nuggets         | Mark Warkentien | Contrat expiré   | Masai Ujiri     | Toronto Raptors, manager général assistant (2007–2010)            | ,      |

## Joueurs

### Échanges
| Juin         | Juin | Juin | Juin   |
| ------------ | --- | --- | ------ |
| 17 juin      | Vers Sacramento Kings - Samuel Dalembert | Vers Philadelphia 76ers - Andrés Nocioni - Spencer Hawes | [ 34 ] |
| 21 juin      | Vers Portland Trail Blazers - Droits sur Armon Johnson | Vers Golden State Warriors - Second tour de draft 2010 - Compensation financière | [ 35 ] |
| 22 juin      | Vers Milwaukee Bucks - Corey Maggette - Second tour de draft 2010 | Vers Golden State Warriors - Charlie Bell - Dan Gadzuric | [ 36 ] |
| 23 juin      | Vers Oklahoma City Thunder - Daequan Cook - Premier tour de draft 2010 | Vers Miami Heat - Second tour de draft 2010 | [ 37 ] |
| 24 juin      | Vers Portland Trail Blazers - Ryan Gomes - Droits sur Luke Babbitt | Vers Minnesota Timberwolves - Martell Webster | [ 38 ] |
| 24 juin      | Vers Los Angeles Clippers - Droits sur Eric Bledsoe | Vers Oklahoma City Thunder - Futur premier tour de draft | [ 39 ] |
| 24 juin      | Vers Washington Wizards - Droits sur Trevor Booker - Droits sur Hamady N'Diaye | Vers Minnesota Timberwolves - Droits sur Lazar Hayward - Droits sur Nemanja Bjelica | [ 40 ] |
| 24 juin      | Vers New Jersey Nets - Droits sur Damion James | Vers Atlanta Hawks - Droits sur Jordan Crawford - Droits sur Tibor Pleiß | [ 41 ] |
| 24 juin      | Vers Dallas Mavericks - Droits sur Dominique Jones | Vers Memphis Grizzlies - Compensation financière | [ 42 ] |
| 24 juin      | Vers Oklahoma City - Droits sur Tibor Pleiß | Vers Atlanta Hawks - Compensation financière | [ 39 ] |
| 24 juin      | Vers Oklahoma City Thunder - Droits sur Latavious Williams | Vers Miami Heat - Futur second tour de draft | [ 39 ] |
| 24 juin      | Vers Toronto Raptors - Droits sur Solomon Alabi | Vers Dallas Mavericks - Futur second tour de draft - Compensation financière | [ 40 ] |
| 24 juin      | Vers Indiana Pacers - Droits sur Magnum Rolle | Vers Oklahoma City Thunder - Droits sur Ryan Reid - Compensation financière | [ 39 ] |
| 25 juin      | Vers Milwaukee Bucks - Chris Douglas-Roberts | Vers New Jersey Nets - Second tour de draft 2012 | [ 43 ] |
| 29 juin      | Vers New Jersey Nets - Quinton Ross | Vers Washington Wizards - Yi Jianlian - Compensation financière | [ 44 ] |
| Juillet      | | |        |
| 8 juillet    | Vers Oklahoma City Thunder - Morris Peterson - Droits sur Cole Aldrich | Vers New Orleans Hornets - Droits sur Craig Brackins - Droits sur Quincy Pondexter | [ 45 ] |
| 8 juillet    | Vers Washington Wizards - Kirk Hinrich - Droits sur Kevin Seraphin - Compensation financière | Vers Chicago Bulls - Droits sur Vladimir Veremeenko | [ 46 ] |
| 8 juillet    | Vers New York Knicks - Droits sur Jerome Jordan | Vers Milwaukee Bucks - Compensation financière | [ 47 ] |
| 9 juillet    | Vers Utah Jazz - Carlos Boozer (sign and trade) | Vers Chicago Bulls - Second tour de draft 2011 | [ 48 ] |
| 9 juillet    | Vers Phoenix Suns - Hakim Warrick (sign and trade) | Vers Chicago Bulls - Second tour de draft 2011 | [ 49 ] |
| 9 juillet    | Vers Golden State Warriors - David Lee (sign and trade) | Vers New York Knicks - Kelenna Azubuike - Anthony Randolph - Ronny Turiaf - Second tour de draft 2012 | [ 50 ] |
| 9 juillet    | Vers New York Knicks - Amar'e Stoudemire (sign and trade) | Vers Phoenix Suns - Second tour de draft 2012 | [ 51 ] |
| 10 juillet   | Vers Miami Heat - LeBron James (sign and trade) | Vers Cleveland Cavaliers - Deux futurs premier tour de draft - Deux futurs second tour de draft - Option d'inverser le premier tour de draft 2012                                                         | [ 52 ] |
| 10 juillet   | Vers Miami Heat - Chris Bosh (sign and trade) | Vers Toronto Raptors - Premier tour de draft 2011 - Futur premier tour de draft 2011 | [ 53 ] |
| 12 juillet   | Vers Minnesota Timberwolves - Michael Beasley | Vers Miami Heat - Second tour de draft 2011 - Second tour de draft 2014 - Compensation financière | [ 54 ] |
| 13 juillet   | Vers Dallas Mavericks - Tyson Chandler - Alexis Ajinça | Vers Charlotte Bobcats - Matt Carroll - Erick Dampier - Eduardo Nájera - Compensation financière | [ 55 ] |
| 13 juillet   | Vers Phoenix Suns - Josh Childress (sign and trade) | Vers Atlanta Hawks - Second tour de draft 2012 | [ 56 ] |
| 13 juillet   | Vers New Jersey Nets - Anthony Morrow (sign and trade) | Vers Golden State Warriors - Second tour de draft 2012 | [ 57 ] |
| 13 juillet   | Vers Utah Jazz - Al Jefferson | Vers Minnesota Timberwolves - Kosta Koufos - Deux futurs premier tour de draft | [ 58 ] |
| 14 juillet   | Vers Phoenix Suns - Hedo Türkoğlu | Vers Toronto Raptors - Leandro Barbosa - Dwayne Jones | [ 59 ] |
| 21 juillet   | Vers Milwaukee Bucks - Jon Brockman (sign and trade) | Vers Sacramento Kings - Darnell Jackson - Second tour de draft 2011 | [ 60 ] |
| 22 juillet   | Vers Chicago Bulls - C. J. Watson (sign and trade) | Vers Golden State Warriors - Second tour de draft 2011 | [ 61 ] |
| 26 juillet   | Vers Cleveland Cavaliers - Ramon Sessions - Ryan Hollins - Second tour de draft 2013 | Vers Minnesota Timberwolves - Delonte West - Sebastian Telfair | [ 62 ] |
| 28 juillet   | Vers Toronto Raptors - David Andersen | Vers Houston Rockets - Compensation financière - Second tour de draft 2015 | [ 63 ] |
| Août         | | |        |
| 11 août      | Échange à quatre équipes | Échange à quatre équipes | [ 64 ] |
| 11 août      | Vers Indiana Pacers - Darren Collison (de New Orleans) - James Posey (de New Orleans) | Vers New Orleans Hornets - Trevor Ariza (de Houston) | [ 64 ] |
| 11 août      | Vers Houston Rockets - Courtney Lee (de New Jersey) | Vers New Jersey Nets - Troy Murphy (de Indiana) | [ 64 ] |
| 11 août      | Vers Toronto Raptors - Julian Wright | Vers New Orleans Hornets - Marco Belinelli | [ 65 ] |
| Septembre    | | |        |
| 23 septembre | Vers Philadelphia 76ers - Craig Brackins - Darius Songaila | Vers New Orleans Hornets - Jason Smith - Willie Green | [ 66 ] |
| Octobre      | | |        |
| 18 octobre   | Vers New Orleans Hornets - Curtis Jerrells | Vers San Antonio Spurs - Futur second tour de draft | [ 67 ] |
| 23 octobre   | Vers New Orleans Hornets - Jerryd Bayless | Vers Portland Trail Blazers - Premier tour de draft 2011 | [ 68 ] |
| Novembre     | | |        |
| 20 novembre  | Vers Toronto Raptors - Jerryd Bayless - Peja Stojaković | Vers New Orleans Hornets - David Andersen - Marcus Banks - Jarrett Jack | [ 69 ] |
| Décembre     | | |        |
| 15 décembre  | Échange à trois équipes | Échange à trois équipes | [ 70 ] |
| 15 décembre  | Vers New Jersey Nets - Sasha Vujačić (de Los Angeles) - Premier tour de draft 2011 (de Los Angeles) - Premier tour de draft 2012 (de Houston) | Vers Houston Rockets - Terrence Williams (de New Jersey) | [ 70 ] |
| 15 décembre  | Vers Los Angeles Lakers - Joe Smith (de New Jersey) - Second tour de draft 2011 (de New Jersey) - Second tour de draft 2012 (de New Jersey) - Droits sur Serhiy Lichtchouk (de Houston) | | [ 70 ] |
| 15 décembre  | Vers Sacramento Kings - Jermaine Taylor - Compensation financière | Vers Houston Rockets - Futur second tour de draft | [ 71 ] |
| 18 décembre  | Vers Phoenix Suns - Vince Carter - Marcin Gortat - Mickaël Piétrus - Premier tour de draft 2011 - Compensation financière | Vers Orlando Magic - Hedo Türkoğlu - Jason Richardson - Earl Clark | [ 72 ] |
| 18 décembre  | Vers Washington Wizards - Rashard Lewis | Vers Orlando Magic - Gilbert Arenas | [ 73 ] |
| Janvier      | | |        |
| 24 janvier   | Vers Toronto Raptors - Alexis Ajinça - Futur second tour de draft - Compensation financière | Vers Dallas Mavericks - Droits sur Georgios Printezis | [ 74 ] |
| Février      | | |        |
| 22 février   | Vers Toronto Raptors - James Johnson | Vers Chicago Bulls - Premier tour de draft 2011 | [ 75 ] |
| 22 février   | Échange à trois équipes | Échange à trois équipes | [ 76 ] |
| 22 février   | Vers Denver Nuggets - Wilson Chandler (de New York) - Danilo Gallinari (de New York) - Raymond Felton (de New York) - Timofey Mozgov (de New York) - Kosta Koufos (de Minnesota) - Premier tour de draft 2014 (de New York) - Second tour de draft 2012 (de New York) - Second tour de draft 2013 (de New York) - Droit d'échanger le premier tour de draft 2016 (de New York) | Vers New York Knicks - Carmelo Anthony (de Denver) - Chauncey Billups (de Denver) - Shelden Williams (de Denver) - Renaldo Balkman (de Denver) - Anthony Carter (de Denver) - Corey Brewer (de Minnesota) | [ 76 ] |
| 22 février   | Vers Minnesota Timberwolves - Eddy Curry (de New York) - Anthony Randolph (de New York) - Compensation financière (de New York) - Second tour de draft 2015 (de Denver) | | [ 76 ] |
| 23 février   | Vers New Jersey Nets - Deron Williams | Vers Utah Jazz - Devin Harris - Derrick Favors - Premier tour de draft 2011 - Premier tour de draft 2012                                                                                                  | [ 77 ] |
| 23 février   | Vers New Jersey Nets - Dan Gadzuric - Brandan Wright | Vers Golden State Warriors - Troy Murphy - Second tour de draft 2012 | [ 78 ] |
| 23 février   | Vers Sacramento Kings - Marcus Thornton - Compensation financière | Vers New Orleans Hornets - Carl Landry | [ 79 ] |
| 23 février   | Vers Atlanta Hawks - Kirk Hinrich - Hilton Armstrong | Vers Washington Wizards - Mike Bibby - Maurice Evans - Jordan Crawford - Premier tour de draft 2011 | [ 80 ] |
| 24 février   | Vers Los Angeles Clippers - Mo Williams - Jamario Moon | Vers Cleveland Cavaliers - Baron Davis - Premier tour de draft 2011 | [ 81 ] |
| 24 février   | Vers Boston Celtics - Jeff Green - Nenad Krstić | Vers Oklahoma City Thunder - Kendrick Perkins - Nate Robinson | [ 82 ] |
| 24 février   | Vers Cleveland Cavaliers - Semih Erden - Luke Harangody | Vers Boston Celtics - Second tour de draft 2013 | [ 83 ] |
| 24 février   | Vers Memphis Grizzlies - Shane Battier - Ishmael Smith | Vers Houston Rockets - Hasheem Thabeet - DeMarre Carroll - Premier tour de draft 2013 | [ 84 ] |
| 24 février   | Vers Charlotte Bobcats - D. J. White - Morris Peterson | Vers Oklahoma City Thunder - Nazr Mohammed | [ 85 ] |
| 24 février   | Vers Houston Rockets - Goran Dragić - Premier tour de draft 2011 | Vers Phoenix Suns - Aaron Brooks | [ 86 ] |
| 24 février   | Vers Charlotte Bobcats - Dante Cunningham - Joel Przybilla - Sean Marks - Premier tour de draft 2011 - Premier tour de draft 2013 | Vers Portland Trail Blazers - Gerald Wallace | [ 87 ] |
| 24 février   | Vers Sacramento Kings - Marquis Daniels - Compensation financière | Vers Boston Celtics - Second tour de draft 2017 | [ 88 ] |

### Agents libres
| Durant l'intersaison | Durant l'intersaison | Durant l'intersaison                                                  | Durant l'intersaison                                                  |
| -------------------- | -------------------- | --------------------------------------------------------------------- | --------------------------------------------------------------------- |
| Joueur               | Date de signature    | Nouvelle équipe                                                       | Ancienne équipe                                                       |
| Channing Frye        | 8 juillet            | Phoenix Suns                                                          | Phoenix Suns                                                          |
| Chris Duhon          | 8 juillet            | Orlando Magic                                                         | New York Knicks                                                       |
| Rudy Gay             | 8 juillet            | Memphis Grizzlies                                                     | Memphis Grizzlies                                                     |
| Steve Blake          | 8 juillet            | Los Angeles Lakers                                                    | Los Angeles Clippers                                                  |
| Randy Foye           | 8 juillet            | Los Angeles Clippers                                                  | Washington Wizards                                                    |
| Ryan Gomes           | 8 juillet            | Los Angeles Clippers                                                  | Portland Trail Blazers                                                |
| John Salmons         | 8 juillet            | Milwaukee Bucks                                                       | Milwaukee Bucks                                                       |
| Joe Johnson          | 8 juillet            | Atlanta Hawks                                                         | Atlanta Hawks                                                         |
| Drew Gooden          | 8 juillet            | Milwaukee Bucks                                                       | Los Angeles Clippers                                                  |
| Ray Allen            | 8 juillet            | Boston Celtics                                                        | Boston Celtics                                                        |
| Carlos Boozer        | 8 juillet            | Chicago Bulls                                                         | Utah Jazz (sign and trade)                                            |
| Hakim Warrick        | 9 juillet            | Phoenix Suns                                                          | Chicago Bulls (sign and trade)                                        |
| Amir Johnson         | 9 juillet            | Toronto Raptors                                                       | Toronto Raptors                                                       |
| Amar'e Stoudemire    | 9 juillet            | New York Knicks                                                       | Phoenix Suns (sign and trade)                                         |
| Tyrus Thomas         | 9 juillet            | Charlotte Bobcats                                                     | Charlotte Bobcats                                                     |
| Brendan Haywood      | 9 juillet            | Dallas Mavericks                                                      | Dallas Mavericks                                                      |
| David Lee            | 9 juillet            | Golden State Warriors                                                 | New York Knicks (sign and trade)                                      |
| Brian Cook           | 9 juillet            | Los Angeles Clippers                                                  | Houston Rockets                                                       |
| Dwyane Wade          | 10 juillet           | Miami Heat                                                            | Miami Heat                                                            |
| Chris Bosh           | 10 juillet           | Miami Heat                                                            | Toronto Raptors (sign and trade)                                      |
| LeBron James         | 10 juillet           | Miami Heat                                                            | Cleveland Cavaliers (sign and trade)                                  |
| Udonis Haslem        | 12 juillet           | Miami Heat                                                            | Miami Heat                                                            |
| Tyrus Thomas         | 12 juillet           | Charlotte Bobcats                                                     | Charlotte Bobcats                                                     |
| Darko Miličić        | 12 juillet           | Minnesota Timberwolves                                                | Minnesota Timberwolves                                                |
| Raymond Felton       | 12 juillet           | New York Knicks                                                       | Charlotte Bobcats                                                     |
| Dorell Wright        | 12 juillet           | Golden State Warriors                                                 | Miami Heat                                                            |
| Anthony Morrow       | 13 juillet           | New Jersey Nets                                                       | Golden State Warriors (sign and trade)                                |
| Kyle Korver          | 13 juillet           | Chicago Bulls                                                         | Utah Jazz                                                             |
| Matt Bonner          | 13 juillet           | San Antonio Spurs                                                     | San Antonio Spurs                                                     |
| Hilton Armstrong     | 13 juillet           | Washington Wizards                                                    | Houston Rockets                                                       |
| Ian Mahinmi          | 13 juillet           | Dallas Mavericks                                                      | San Antonio Spurs                                                     |
| Timofey Mozgov       | 13 juillet           | New York Knicks                                                       | Khimki                                                                |
| Quentin Richardson   | 13 juillet           | Orlando Magic                                                         | Miami Heat                                                            |
| Josh Childress       | 13 juillet           | Phoenix Suns                                                          | Olympiakós                                                            |
| Tony Allen           | 13 juillet           | Memphis Grizzlies                                                     | Boston Celtics                                                        |
| Jermaine O'Neal      | 14 juillet           | Boston Celtics                                                        | Miami Heat                                                            |
| Derek Fisher         | 14 juillet           | Los Angeles Lakers                                                    | Los Angeles Lakers                                                    |
| Kyle Lowry           | 14 juillet           | Houston Rockets                                                       | Houston Rockets                                                       |
| Jordan Farmar        | 14 juillet           | New Jersey Nets                                                       | Los Angeles Lakers                                                    |
| Johan Petro          | 14 juillet           | New Jersey Nets                                                       | Denver Nuggets                                                        |
| Travis Outlaw        | 14 juillet           | New Jersey Nets                                                       | Los Angeles Clippers                                                  |
| Paul Pierce          | 15 juillet           | Boston Celtics                                                        | Boston Celtics                                                        |
| Mike Miller          | 15 juillet           | Miami Heat                                                            | Washington Wizards                                                    |
| Anthony Carter       | 15 juillet           | Denver Nuggets                                                        | Denver Nuggets                                                        |
| Shelden Williams     | 15 juillet           | Denver Nuggets                                                        | Boston Celtics                                                        |
| Al Harrington        | 15 juillet           | Denver Nuggets                                                        | New York Knicks                                                       |
| Raja Bell            | 15 juillet           | Utah Jazz                                                             | Golden State Warriors                                                 |
| Joel Anthony         | 15 juillet           | Miami Heat                                                            | Miami Heat                                                            |
| J. J. Redick         | 15 juillet           | Orlando Magic                                                         | Orlando Magic                                                         |
| Luis Scola           | 15 juillet           | Houston Rockets                                                       | Houston Rockets                                                       |
| Žydrūnas Ilgauskas   | 16 juillet           | Miami Heat                                                            | Cleveland Cavaliers                                                   |
| Nate Robinson        | 19 juillet           | Boston Celtics                                                        | Boston Celtics                                                        |
| Jamaal Magloire      | 19 juillet           | Miami Heat                                                            | Miami Heat                                                            |
| James Jones          | 19 juillet           | Miami Heat (précédemment libéré par le Heat)                          | Miami Heat (précédemment libéré par le Heat)                          |
| Craig Smith          | 19 juillet           | Los Angeles Clippers                                                  | Los Angeles Clippers                                                  |
| Dirk Nowitzki        | 19 juillet           | Dallas Mavericks                                                      | Dallas Mavericks                                                      |
| Ronnie Brewer        | 19 juillet           | Chicago Bulls                                                         | Memphis Grizzlies                                                     |
| Keyon Dooling        | 19 juillet           | Milwaukee Bucks                                                       | New Jersey Nets                                                       |
| Juwan Howard         | 20 juillet           | Miami Heat                                                            | Portland Trail Blazers                                                |
| Brad Miller          | 20 juillet           | Houston Rockets                                                       | Chicago Bulls                                                         |
| Wesley Matthews      | 21 juillet           | Portland Trail Blazers                                                | Utah Jazz                                                             |
| Tony Battie          | 21 juillet           | Philadelphia 76ers                                                    | New Jersey Nets                                                       |
| Luke Ridnour         | 21 juillet           | Minnesota Timberwolves                                                | Milwaukee Bucks                                                       |
| Richard Jefferson    | 21 juillet           | San Antonio Spurs                                                     | San Antonio Spurs                                                     |
| Royal Ivey           | 21 juillet           | Oklahoma City Thunder                                                 | Milwaukee Bucks                                                       |
| Carlos Arroyo        | 22 juillet           | Miami Heat                                                            | Miami Heat                                                            |
| C. J. Watson         | 22 juillet           | Chicago Bulls                                                         | Golden State Warriors (sign and trade)                                |
| Gary Neal            | 22 juillet           | San Antonio Spurs                                                     | Benetton Treviso                                                      |
| Theo Ratliff         | 22 juillet           | Los Angeles Lakers                                                    | Charlotte Bobcats                                                     |
| Matt Barnes          | 23 juillet           | Los Angeles Lakers                                                    | Orlando Magic                                                         |
| Antoine Wright       | 23 juillet           | Sacramento Kings                                                      | Toronto Raptors                                                       |
| Eugene Jeter         | 23 juillet           | Sacramento Kings                                                      | Hapoel Jerusalem                                                      |
| Linas Kleiza         | 26 juillet           | Toronto Raptors                                                       | Olympiakós                                                            |
| Marquis Daniels      | 26 juillet           | Boston Celtics                                                        | Boston Celtics                                                        |
| Josh Powell          | 26 juillet           | Atlanta Hawks                                                         | Los Angeles Lakers                                                    |
| Kurt Thomas          | 26 juillet           | Chicago Bulls                                                         | Milwaukee Bucks                                                       |
| Shavlik Randolph     | 27 juillet           | Miami Heat                                                            | Miami Heat                                                            |
| Rasual Butler        | 28 juillet           | Los Angeles Clippers                                                  | Los Angeles Clippers                                                  |
| Kenny Hasbrouck      | 28 juillet           | Miami Heat                                                            | Miami Heat                                                            |
| Jason Collins        | 29 juillet           | Atlanta Hawks                                                         | Atlanta Hawks                                                         |
| Joey Graham          | 30 juillet           | Cleveland Cavaliers                                                   | Denver Nuggets                                                        |
| Josh Howard          | 30 juillet           | Washington Wizards                                                    | Washington Wizards                                                    |
| Eddie House          | 3 août               | Miami Heat                                                            | New York Knicks                                                       |
| Von Wafer            | 3 août               | Boston Celtics                                                        | Olympiakós                                                            |
| Jason Williams       | 3 août               | Orlando Magic                                                         | Orlando Magic                                                         |
| Shaquille O'Neal     | 4 août               | Boston Celtics                                                        | Cleveland Cavaliers                                                   |
| Ben Wallace          | 4 août               | Detroit Pistons                                                       | Detroit Pistons                                                       |
| Anthony Tolliver     | 10 août              | Minnesota Timberwolves                                                | Golden State Warriors                                                 |
| Sean May             | 10 août              | New Jersey Nets                                                       | Sacramento Kings                                                      |
| Roger Mason          | 10 août              | New York Knicks                                                       | San Antonio Spurs                                                     |
| Keith Bogans         | 11 août              | Chicago Bulls                                                         | San Antonio Spurs                                                     |
| Shannon Brown        | 11 août              | Los Angeles Lakers                                                    | Los Angeles Lakers                                                    |
| Tracy McGrady        | 16 août              | Detroit Pistons                                                       | New York Knicks                                                       |
| Tim Thomas           | 18 août              | Dallas Mavericks                                                      | Dallas Mavericks                                                      |
| Earl Boykins         | 19 août              | Milwaukee Bucks                                                       | Washington Wizards                                                    |
| Kwame Brown          | 19 août              | Charlotte Bobcats                                                     | Detroit Pistons                                                       |
| Patrick Ewing, Jr.   | 27 août              | New York Knicks                                                       | N'a pas joué la saison précédente                                     |
| Delonte West         | 1er septembre        | Boston Celtics                                                        | Cleveland Cavaliers                                                   |
| Etan Thomas          | 2 septembre          | Atlanta Hawks                                                         | Oklahoma City Thunder                                                 |
| Rodney Carney        | 8 septembre          | Golden State Warriors                                                 | Philadelphia 76ers                                                    |
| Mustafa Shakur       | 8 septembre          | New Orleans Hornets                                                   | Oklahoma City Thunder                                                 |
| Joe Smith            | 10 septembre         | New Jersey Nets                                                       | Atlanta Hawks                                                         |
| Louis Amundson       | 13 septembre         | Golden State Warriors                                                 | Phoenix Suns                                                          |
| Francisco Elson      | 15 septembre         | Utah Jazz                                                             | Philadelphia 76ers                                                    |
| Stephen Graham       | 15 septembre         | New Jersey Nets                                                       | Charlotte Bobcats                                                     |
| Malik Allen          | 16 septembre         | Orlando Magic                                                         | Denver Nuggets                                                        |
| Ronald Dupree        | 16 septembre         | Toronto Raptors                                                       | Telekom Baskets Bonn                                                  |
| Jawad Williams       | 23 septembre         | Cleveland Cavaliers                                                   | Cleveland Cavaliers                                                   |
| Steve Novak          | 24 septembre         | Dallas Mavericks                                                      | Los Angeles Clippers                                                  |
| Shawne Williams      | 24 septembre         | New York Knicks                                                       | Dallas Mavericks                                                      |
| Jerry Stackhouse     | 23 octobre           | Miami Heat                                                            | Milwaukee Bucks                                                       |
| Fabricio Oberto      | 25 octobre           | Portland Trail Blazers                                                | Washington Wizards                                                    |
| Pendant la saison    |                      |                                                                       |                                                                       |
| Joueur               | Date de signature    | Nouvelle équipe                                                       | Ancienne équipe                                                       |
| Sean Marks           | 6 novembre           | Portland Trail Blazers                                                | New Orleans Hornets                                                   |
| Chris Quinn          | 8 novembre           | San Antonio Spurs                                                     | New Jersey Nets                                                       |
| Sundiata Gaines      | 12 novembre          | Minnesota Timberwolves                                                | Utah Jazz                                                             |
| Earl Barron          | 16 novembre          | Phoenix Suns                                                          | New York Knicks                                                       |
| Danny Green          | 17 novembre          | San Antonio Spurs                                                     | Cleveland Cavaliers                                                   |
| Alonzo Gee           | 23 novembre          | Washington Wizards                                                    | San Antonio Spurs                                                     |
| Erick Dampier        | 23 novembre          | Miami Heat                                                            | Dallas Mavericks                                                      |
| Ime Udoka            | 24 novembre          | San Antonio Spurs                                                     | Sacramento Kings                                                      |
| John Lucas III       | 26 novembre          | Chicago Bulls                                                         | Shanghai Sharks                                                       |
| Brian Skinner        | 2 décembre           | Milwaukee Bucks                                                       | Los Angeles Clippers                                                  |
| Damien Wilkins       | 3 décembre           | Atlanta Hawks                                                         | Minnesota Timberwolves                                                |
| Acie Law             | 10 décembre          | Golden State Warriors                                                 | Memphis Grizzlies                                                     |
| Lester Hudson        | 20 décembre          | Washington Wizards                                                    | Washington Wizards                                                    |
| Ike Diogu            | 22 décembre          | Los Angeles Clippers                                                  | N'a pas joué la saison précédente                                     |
| Alonzo Gee           | 28 décembre          | Cleveland Cavaliers                                                   | Washington Wizards                                                    |
| Peja Stojaković      | 24 janvier           | Dallas Mavericks                                                      | Toronto Raptors                                                       |
| Damien Wilkins       | 28 janvier           | Atlanta Hawks (à la suite de deux contrats de 10 jours)               | Atlanta Hawks (à la suite de deux contrats de 10 jours)               |
| Sundiata Gaines      | 2 février            | Toronto Raptors (à la suite de deux contrats de 10 jours)             | Minnesota Timberwolves                                                |
| Zabian Dowdell       | 6 février            | Phoenix Suns (à la suite de deux contrats de 10 jours)                | Tulsa 66ers                                                           |
| Jason Williams       | 7 février            | Memphis Grizzlies                                                     | Orlando Magic                                                         |
| Jeff Adrien          | 25 février           | Golden State Warriors (libéré le 10 décembre)                         | Rio Grande Valley Vipers                                              |
| Mustafa Shakur       | 28 février           | Washington Wizards (à la suite de deux contrats de 10 jours)          | Rio Grande Valley Vipers                                              |
| Jared Jeffries       | 1er mars             | New York Knicks                                                       | Houston Rockets                                                       |
| Derrick Brown        | 1er mars             | New York Knicks                                                       | Charlotte Bobcats                                                     |
| Troy Murphy          | 2 mars               | Boston Celtics                                                        | New Jersey Nets                                                       |
| Mike Bibby           | 2 mars               | Miami Heat                                                            | Washington Wizards                                                    |
| Corey Brewer         | 3 mars               | Dallas Mavericks                                                      | Minnesota Timberwolves                                                |
| Dominic McGuire      | 3 mars               | Charlotte Bobcats (précédemment libéré le 24 février par les Bobcats) | Charlotte Bobcats (précédemment libéré le 24 février par les Bobcats) |
| Al Thornton          | 3 mars               | Golden State Warriors                                                 | Washington Wizards                                                    |
| Rasual Butler        | 3 mars               | Chicago Bulls                                                         | Los Angeles Clippers                                                  |
| Aleksandar Pavlović  | 3 mars               | Boston Celtics                                                        | New Orleans Hornets                                                   |
| Steve Novak          | 4 mars               | San Antonio Spurs (à la suite de deux contrats de 10 jours)           | Reno Bighorns                                                         |
| Leon Powe            | 5 mars               | Memphis Grizzlies                                                     | Cleveland Cavaliers                                                   |
| Carlos Arroyo        | 6 mars               | Boston Celtics                                                        | Miami Heat                                                            |
| Chris Johnson        | 14 mars              | Portland Trail Blazers                                                | Dakota Wizards                                                        |
| Danny Green          | 16 mars              | San Antonio Spurs                                                     | Reno Bighorns                                                         |
| Sundiata Gaines      | 20 mars              | New Jersey Nets (à la suite de deux contrats de 10 jours)             | New Jersey Nets (à la suite de deux contrats de 10 jours)             |
| John Lucas III       | 20 mars              | Chicago Bulls (précédemment libéré le 4 janvier par les Bulls)        | Chicago Bulls (précédemment libéré le 4 janvier par les Bulls)        |
| Jannero Pargo        | 20 mars              | Chicago Bulls                                                         | Chicago Bulls                                                         |
| Da'Sean Butler       | 25 mars              | San Antonio Spurs                                                     | Miami Heat                                                            |
| Garrett Temple       | 27 mars              | Charlotte Bobcats (à la suite de deux contrats de 10 jours)           | Erie BayHawks                                                         |
| Patrick Ewing Jr.    | 4 avril              | New Orleans Hornets (à la suite de deux contrats de 10 jours)         | Sioux Falls Skyforce                                                  |
| Robert Vaden         | 9 avril              | Oklahoma City Thunder                                                 | Tulsa 66ers                                                           |
| Mario West           | 10 avril             | New Jersey Nets (à la suite de deux contrats de 10 jours)             | Maine Red Claws                                                       |
| Marcus Cousin        | 11 avril             | Houston Rockets                                                       | Austin Toros                                                          |
| Magnum Rolle         | 11 avril             | Atlanta Hawks                                                         | Reno Bighorns                                                         |
| Earl Barron          | 12 avril             | Portland Trail Blazers                                                | Phoenix Suns                                                          |
| Trey Johnson         | 13 avril             | Los Angeles Lakers                                                    | Bakersfield Jam                                                       |

#### Contrats de 10 jours
| Date        | Joueur              | Équipe NBA             | Équipe D League          | Second contrat                    |
| ----------- | ------------------- | ---------------------- | ------------------------ | --------------------------------- |
| 5 janvier   | Jarron Collins      | Los Angeles Clippers   | -                        | 15 janvier                        |
| 8 janvier   | Damien Wilkins      | Atlanta Hawks          | -                        | 18 janvier*                       |
| 9 janvier   | Zabian Dowdell      | Phoenix Suns           | Tulsa 66ers              | 27 janvier*                       |
| 10 janvier  | Aleksandar Pavlović | Dallas Mavericks       | -                        | 20 janvier                        |
| 13 janvier  | Sundiata Gaines     | Toronto Raptors        | -                        | 24 janvier (libéré le 26 janvier) |
| 16 janvier  | Larry Owens         | San Antonio Spurs      | Tulsa 66ers              | 26 janvier                        |
| 22 janvier  | Mustafa Shakur      | Washington Wizards     | Rio Grande Valley Vipers | 12 février*                       |
| 24 janvier  | Chris Johnson       | Portland Trail Blazers | Dakota Wizards           | Non re-signé                      |
| 25 janvier  | Garrett Temple      | Milwaukee Bucks        | Erie BayHawks            | 5 février                         |
| 26 janvier  | Trey Johnson        | Toronto Raptors        | Bakersfield Jam          | 6 février                         |
| 1er février | Orien Greene        | New Jersey Nets        | Utah Flash               | Non re-signé                      |
| 4 février   | Aleksandar Pavlović | New Orleans Hornets    | -                        | Non re-signé                      |
| 8 février   | Steve Novak         | San Antonio Spurs      | Reno Bighorns            | 22 février*                       |
| 21 février  | Rodney Carney       | Memphis Grizzlies      | -                        | Non re-signé                      |
| 24 février  | Chris Johnson       | Boston Celtics         | Dakota Wizards           | Non re-signé                      |
| 28 février  | Sundiata Gaines     | New Jersey Nets        | -                        | 10 mars*                          |
| 1er mars    | Earl Barron         | Milwaukee Bucks        | -                        | 11 mars                           |
| 1er mars    | Jarron Collins      | Portland Trail Blazers | -                        | 11 mars                           |
| 4 mars      | Othyus Jeffers      | San Antonio Spurs      | Iowa Energy              | Non re-signé                      |
| 6 mars      | Garrett Temple      | Charlotte Bobcats      | Erie BayHawks            | 16 mars*                          |
| 9 mars      | Marcus Cousin       | Utah Jazz              | Austin Toros             | Non re-signé                      |
| 9 mars      | Jerel McNeal        | New Orleans Hornets    | Rio Grande Valley Vipers | Non re-signé                      |
| 17 mars     | Othyus Jeffers      | Washington Wizards     | Iowa Energy              | 27 mars                           |
| 2 mars      | Mike Harris         | Houston Rockets        | -                        | 2 mars                            |
| 26 mars     | Patrick Ewing Jr.   | New Orleans Hornets    | Sioux Falls Skyforce     | 4 avril*                          |
| 30 mars     | Kyle Weaver         | Utah Jazz              | Austin Toros             | Non re-signé                      |
| 31 mars     | Mario West          | New Jersey Nets        | Maine Red Claws          | 10 avril*                         |
| 5 avril     | Antonio Daniels     | Philadelphia 76ers     | Texas Legends            | Non re-signé                      |
| 6 avril     | Larry Owens         | Washington Wizards     | Tulsa 66ers              | Non re-signé                      |

^ *: Désigne un joueur ayant signé un contrat pour le reste de la saison.

### Joueurs libérés par leur franchise
| Joueur            | Date         | Équipe                 |
| ----------------- | ------------ | ---------------------- |
| Keyon Dooling     | 28 juin      | New Jersey Nets        |
| James Jones       | 29 juin      | Miami Heat             |
| Ryan Gomes        | 29 juin      | Portland Trail Blazers |
| Rob Kurz          | 30 juin      | Chicago Bulls          |
| Chris Richard     | 30 juin      | Chicago Bulls          |
| Lester Hudson     | 1er juillet  | Memphis Grizzlies      |
| Taylor Griffin    | 26 juillet   | Phoenix Suns           |
| Malik Hairston    | 29 juillet   | San Antonio Spurs      |
| Kyle Weaver       | 30 juillet   | Oklahoma City Thunder  |
| Delonte West      | 3 août       | Minnesota Timberwolves |
| Rasheed Wallace   | 10 août      | Boston Celtics         |
| Dwayne Jones      | 13 août      | Toronto Raptors        |
| Coby Karl         | 15 août      | Denver Nuggets         |
| Brian Butch       | 15 août      | Denver Nuggets         |
| Sean May          | 7 septembre  | New Jersey Nets        |
| Greg Stiemsma     | 12 septembre | Minnesota Timberwolves |
| Erick Dampier     | 14 septembre | Charlotte Bobcats      |
| Maurice Ager      | 11 novembre  | Minnesota Timberwolves |
| Garrett Temple    | 11 novembre  | San Antonio Spurs      |
| Joe Alexander     | 13 novembre  | New Orleans Hornets    |
| Matt Janning      | 16 novembre  | Phoenix Suns           |
| Alonzo Gee        | 16 novembre  | San Antonio Spurs      |
| Lester Hudson     | 22 novembre  | Washington Wizards     |
| Danny Green       | 23 novembre  | San Antonio Spurs      |
| Jerry Stackhouse  | 23 novembre  | Miami Heat             |
| Antoine Wright    | 29 novembre  | Sacramento Kings       |
| Darington Hobson  | 2 décembre   | Milwaukee Bucks        |
| Acie Law          | 4 décembre   | Memphis Grizzlies      |
| Jeff Adrien       | 10 décembre  | Golden State Warriors  |
| Alonzo Gee        | 20 décembre  | Washington Wizards     |
| Earl Barron       | 21 décembre  | Phoenix Suns           |
| Jawad Williams    | 27 décembre  | Cleveland Cavaliers    |
| Jarron Collins    | 3 janvier    | Los Angeles Clippers   |
| Rodney Carney     | 4 janvier    | Golden State Warriors  |
| Pops Mensah-Bonsu | 4 janvier    | New Orleans Hornets    |
| John Lucas III    | 4 janvier    | Chicago Bulls          |
| Sundiata Gaines   | 4 janvier    | Minnesota Timberwolves |
| Lester Hudson     | 5 janvier    | Washington Wizards     |
| Ime Udoka         | 5 janvier    | San Antonio Spurs      |
| Ronald Dupree     | 5 janvier    | Toronto Raptors        |
| Damien Wilkins    | 5 janvier    | Atlanta Hawks          |
| Brian Skinner     | 5 janvier    | Milwaukee Bucks        |
| Steve Novak       | 5 janvier    | Dallas Mavericks       |
| Peja Stojaković   | 20 janvier   | Toronto Raptors        |
| Jason Williams    | 25 janvier   | Orlando Magic          |
| Leon Powe         | 24 février   | Cleveland Cavaliers    |
| Derrick Brown     | 24 février   | Charlotte Bobcats      |
| Sherron Collins   | 24 février   | Charlotte Bobcats      |
| Dominic McGuire   | 24 février   | Charlotte Bobcats      |
| Jared Jeffries    | 25 février   | Houston Rockets        |
| Troy Murphy       | 27 février   | Golden State Warriors  |
| Kelenna Azubuike  | 28 février   | New York Knicks        |
| Mike Bibby        | 28 février   | Washington Wizards     |
| Rasual Butler     | 28 février   | Los Angeles Clippers   |
| Morris Peterson   | 28 février   | Charlotte Bobcats      |
| Corey Brewer      | 1er mars     | New York Knicks        |
| Carlos Arroyo     | 1er mars     | Miami Heat             |
| Al Thornton       | 1er mars     | Washington Wizards     |
| Eddy Curry        | 1er mars     | Minnesota Timberwolves |
| Sean Marks        | 3 mars       | Charlotte Bobcats      |
| Luther Head       | 19 mars      | Sacramento Kings       |
| Quinton Ross      | 31 mars      | New Jersey Nets        |
| Cartier Martin    | 6 avril      | Washington Wizards     |
| DeMarre Carroll   | 11 avril     | Houston Rockets        |

### Joueurs partis à l'étranger
| Joueur               | Date de la signature | Nouvelle équipe                    | Dernière équipe NBA    | Réf.    |
| -------------------- | -------------------- | ---------------------------------- | ---------------------- | ------- |
| Sergio Rodríguez     | 1er juillet          | Real Madrid (Espagne)              | New York Knicks        | [ 89 ]  |
| Malik Hairston       | 19 juillet           | Montepaschi Siena (Italie)         | San Antonio Spurs      | [ 90 ]  |
| Radoslav Nesterović  | 31 juillet           | Olympiakós (Grèce)                 | Toronto Raptors        | [ 91 ]  |
| Rob Kurz             | 3 août               | CB Granada (Espagne)               | Chicago Bulls          | [ 92 ]  |
| Taylor Griffin       | 3 août               | Belgacom Liège (Belgique)          | Phoenix Suns           | [ 93 ]  |
| Yakhouba Diawara     | 10 août              | Enel Brindisi (Italie)             | Miami Heat             | [ 94 ]  |
| Marcus Williams      | 10 août              | Enisey Krasnoyarsk (Russie)        | Memphis Grizzlies      | [ 95 ]  |
| Oleksiy Petcherov    | 16 août              | Armani Jeans Milano (Italie)       | Minnesota Timberwolves | [ 96 ]  |
| Travis Diener        | 17 août              | Banco di Sardegna Sassari (Italie) | Portland Trail Blazers | [ 97 ]  |
| Nathan Jawai         | 19 août              | KK Partizan (Serbie)               | Minnesota Timberwolves | [ 98 ]  |
| Randolph Morris (en) | 29 août              | Beijing Ducks (Chine)              | Atlanta Hawks          |         |
| James Singleton      | 6 septembre          | Xinjiang Flying Tigers (Chine)     | Washington Wizards     | [ 99 ]  |
| Bobby Brown          | 22 septembre         | Asseco Prokom Gdynia (Pologne)     | Los Angeles Clippers   | [ 100 ] |
| Coby Karl            | 23 septembre         | CB Granada (Espagne)               | Denver Nuggets         | [ 101 ] |
| Patrick O'Bryant     | 28 septembre         | Fujian Xunxing (Chine)             | Toronto Raptors        |         |
| Primož Brezec        | 29 septembre         | Krasnye Krylya Samara (Russie)     | Milwaukee Bucks        | [ 102 ] |
| Tony Gaffney         | 5 octobre            | Türk Telekom (Turquie)             | Boston Celtics         | [ 103 ] |
| Greg Stiemsma        | 5 octobre            | Türk Telekom (Turquie)             | Cleveland Cavaliers    | [ 103 ] |
| J. R. Giddens        | 13 octobre           | Asseco Prokom Gdynia (Pologne)     | Sacramento Kings       | [ 104 ] |
| Oliver Lafayette     | 14 octobre           | KK Partizan (Serbie)               | Boston Celtics         | [ 105 ] |
| Mike Harris          | 24 octobre           | Petrochimi (Iran)                  | Houston Rockets        |         |
| Allen Iverson        | 30 octobre           | Beşiktaş Cola Turka (Turquie)      | Philadelphia 76ers     | [ 106 ] |

### Joueurs non retenus
Tous les joueurs listés ci-dessous ne seront pas dans le roster de début de saison.
| Atlanta Hawks                                                                  | Boston Celtics                                                                           | Charlotte Bobcats                                                | Chicago Bulls                                                                          | Cleveland Cavaliers                                                                                             |
| ------------------------------------------------------------------------------ | ---------------------------------------------------------------------------------------- | ---------------------------------------------------------------- | -------------------------------------------------------------------------------------- | --- |
| - Evan Brock - Richard Delk - Ricardo Marsh                                    | - Tony Gaffney - Tiny Gallon - Chris Johnson - Stéphane Lasme - Jamar Smith - Mario West | - Javaris Crittenton - Darius Miles - Matt Rogers                | - Chris Richard - John Lucas III - Kyle Weaver - Roger Powell                          | - Danny Green - Cedric Jackson - Tasmin Mitchell - Greg Stiemsma - Loren Woods                                  |
| Dallas Mavericks                                                               | Denver Nuggets                                                                           | Detroit Pistons                                                  | Golden State Warriors                                                                  | Houston Rockets                                                                                                 |
| - Dee Brown - Adam Haluska - Rashad McCants - Sean Williams                    | - Eric Boateng - Shane Edwards - Courtney Sims                                           | - Ike Diogu - Vernon Hamilton                                    | - Cheyne Gadson - Vernon Goodridge - James Mays - Aaron Miles                          | - Antonio Anderson - Jordan Eglseder - Mike Harris - Alexander Johnson - Jerel McNeal - Patrick Sullivan        |
| Indiana Pacers                                                                 | Los Angeles Clippers                                                                     | Los Angeles Lakers                                               | Memphis Grizzlies                                                                      | Miami Heat |
| - Lance Allred - Magnum Rolle                                                  | - Marqus Blakely - Stephen Dennis - Jon Scheyer - Jake Voskuhl                           | - Russell Hicks - Trey Johnson - Drew Naymick - Anthony Roberson | - Josh Davis - Luke Jackson - Tre Kelley - Kenny Thomas - Damien Wilkins               | - Patrick Beverley - Da'Sean Butler - Mickell Gladness - Kenny Hasbrouck - Anthony Mason Jr. - Shavlik Randolph |
| Milwaukee Bucks                                                                | Minnesota Timberwolves                                                                   | New Jersey Nets                                                  | New Orleans Hornets                                                                    | New York Knicks                                                                                                 |
| - Tiny Gallon - Tory Jackson - Billy Rush - Chris Kramer - Brian Skinner       | - DerMarr Johnson - Jason Hart - John Thomas                                             | - Andre Brown - Eddie Gill - Brian Zoubek                        | - Curtis Jerrells - Jannero Pargo - Mustafa Shakur - D. J. Strawberry - Darryl Watkins | - Patrick Ewing Jr.                                                                                             |
| Oklahoma City Thunder                                                          | Orlando Magic                                                                            | Philadelphia 76ers                                               | Phoenix Suns                                                                           | Portland Trail Blazers                                                                                          |
| - Tweety Carter - Jerome Dyson - Longar Longar - Elijah Millsap                | - Stanley Robinson                                                                       | - James Florence - Trent Plaisted - Chris Quinn                  | - Chucky Atkins - Zabian Dowdell - Dwayne Jones                                        | - Eric Williams - Steven Hill - Dwight Lewis - Jeff Pendergraph - Raymond Sykes - Seth Tarver                   |
| Sacramento Kings                                                               | San Antonio Spurs                                                                        | Toronto Raptors                                                  | Utah Jazz                                                                              | Washington Wizards                                                                                              |
| - Connor Atchley - Joe Crawford - J. R. Giddens - Marcus Landry - Donald Sloan | - Marcus Cousin - Thomas Gardner - James Gist - Kevin Palmer - Kirk Penney               | - Ronald Dupree                                                  | - Sundiata Gaines - Othyus Jeffers - Demetris Nichols - Ryan Thompson                  | - Mardy Collins - Sean Marks - Adam Morrison - Kevin Palmer                                                     |

## Draft

### Premier tour
| Numéro | Nom               | Date de signature | Équipe                                                                | Équipe précédente                    |
| ------ | ----------------- | ----------------- | --------------------------------------------------------------------- | ------------------------------------ |
| 1      | John Wall         | 8 juillet         | Wizards de Washington                                                 | Wildcats du Kentucky (Fr.)           |
| 2      | Evan Turner       | 14 juillet        | 76ers de Philadelphie                                                 | Buckeyes d'Ohio State (Jr.)          |
| 3      | Derrick Favors    | 15 juillet        | Nets du New Jersey                                                    | Yellow Jackets de Georgia Tech (Fr.) |
| 4      | Wesley Johnson    | 12 juillet        | Timberwolves du Minnesota                                             | Orange de Syracuse (Jr.)             |
| 5      | DeMarcus Cousins  | 7 juillet         | Kings de Sacramento                                                   | Wildcats du Kentucky (Fr.)           |
| 6      | Ekpe Udoh         | 7 juillet         | Warriors de Golden State                                              | Bears de Baylor (Jr.)                |
| 7      | Greg Monroe       | 6 juillet         | Pistons de Détroit                                                    | Hoyas de Georgetown (So.)            |
| 8      | Al-Farouq Aminu   | 9 juillet         | Clippers de Los Angeles                                               | Demon Deacons de Wake Forest (So.)   |
| 9      | Gordon Hayward    | 1er juillet       | Jazz de l'Utah (en provenance de New York, via Phoenix)               | Bulldogs de Butler (So.)             |
| 10     | Paul George       | 1er juillet       | Pacers de l'Indiana                                                   | Bulldogs de Fresno State (So.)       |
| 11     | Cole Aldrich      | 8 août            | Hornets de La Nouvelle-Orléans                                        | Jayhawks du Kansas (Jr.)             |
| 12     | Xavier Henry      | 24 septembre      | Grizzlies de Memphis                                                  | Jayhawks du Kansas (Fr.)             |
| 13     | Ed Davis          | 6 juillet         | Raptors de Toronto                                                    | Tar Heels de Caroline du Nord (So.)  |
| 14     | Patrick Patterson | 13 juillet        | Rockets de Houston                                                    | Wildcats du Kentucky (Jr.)           |
| 15     | Larry Sanders     | 8 juillet         | Bucks de Milwaukee (en provenance de Chicago)                         | Rams de VCU (Jr.)                    |
| 16     | Luke Babbitt      | 6 juillet         | Timberwolves du Minnesota (en provenance de Charlotte via Denver)     | Wolf Pack du Nevada (So.)            |
| 17     | Kevin Seraphin    | 30 juillet        | Bulls de Chicago (en provenance de Milwaukee)                         | Cholet Basket (France) (1989)        |
| 18     | Eric Bledsoe      | 9 juillet         | Thunder d'Oklahoma City (en provenance de Miami, envoyé aux Clippers) | Wildcats du Kentucky (Fr.)           |
| 19     | Avery Bradley     | 2 juillet         | Celtics de Boston                                                     | Longhorns du Texas (Fr.)             |
| 20     | James Anderson    | 23 juillet        | Spurs de San Antonio                                                  | Cowboys d'Oklahoma State (Jr.)       |
| 21     | Craig Brackins    | 8 juillet         | Thunder d'Oklahoma City                                               | Cyclones d'Iowa State (Jr.)          |
| 22     | Elliot Williams   | 7 juillet         | Trail Blazers de Portland                                             | Tigers de Memphis (So.)              |
| 23     | Trevor Booker     | 8 juillet         | Timberwolves du Minnesota (en provenance de Utah via Philadelphie)    | Tigers de Clemson (Sr.)              |
| 24     | Damion James      | 15 juillet        | Hawks d'Atlanta                                                       | Longhorns du Texas (Sr.)             |
| 25     | Dominique Jones   | 13 juillet        | Grizzlies de Memphis (en provenance de Denver)                        | Bulls de South Florida (Jr.)         |
| 26     | Quincy Pondexter  | 8 juillet         | Thunder d'Oklahoma City (en provenance de Phoenix)                    | Huskies de Washington (Sr.)          |
| 27     | Jordan Crawford   | 9 juillet         | Nets du New Jersey (en provenance de Dallas)                          | Musketeers de Xavier (So.)           |
| 28     | Greivis Vásquez   | 24 septembre      | Grizzlies de Memphis (en provenance des LA Lakers)                    | Terrapins du Maryland (Sr.)          |
| 29     | Daniel Orton      | 1er juillet       | Magic d'Orlando                                                       | Wildcats du Kentucky (Fr.)           |
| 30     | Lazar Hayward     | 12 juillet        | Wizards de Washington (en provenance de Cleveland)                    | Golden Eagles de Marquette (Sr.)     |

### Second tour
| Numéro | Nom                | Date de signature | Équipe                                                                      | Équipe précédente                                            |
| ------ | ------------------ | ----------------- | --------------------------------------------------------------------------- | ------------------------------------------------------------ |
| 31     | Tibor Pleiss       | -                 | Nets du New Jersey                                                          | Brose Baskets (Allemagne) (1989)                             |
| 32     | Dexter Pittman     | 16 juillet        | Heat de Miami                                                               | Longhorns du Texas (Sr.)                                     |
| 33     | Hassan Whiteside   | 8 juillet         | Kings de Sacramento                                                         | Thundering Herd de Marshall (Fr.)                            |
| 34     | Armon Johnson      | 2 août            | Warriors de Golden State                                                    | Wolf Pack du Nevada (Jr.)                                    |
| 35     | Nemanja Bjelica    | -                 | Wizards de Washington                                                       | Étoile rouge de Belgrade (Serbie et Ligue adriatique) (1988) |
| 36     | Terrico White      | 13 août           | Pistons de Détroit                                                          | Rebels d'Ole Miss (So.)                                      |
| 37     | Darington Hobson   | 3 septembre       | Bucks de Milwaukee (en provenance de Philadelphie)                          | Lobos du Nouveau-Mexique (Jr.)                               |
| 38     | Andy Rautins       | 12 août           | Knicks de New York                                                          | Orange de Syracuse (Sr.)                                     |
| 39     | Landry Fields      | 26 août           | Knicks de New York (en provenance des LA Clippers via Denver)               | Cardinal de Stanford (Sr.)                                   |
| 40     | Lance Stephenson   | 22 juillet        | Pacers de l'Indiana                                                         | Bearcats de Cincinnati (Fr.)                                 |
| 41     | Jarvis Varnado     | -                 | Heat de Miami (en provenance de Nouvelle-Orléans)                           | Bulldogs de Mississippi State (Sr.)                          |
| 42     | Da'Sean Butler     | 30 août           | Heat de Miami (en provenance de Toronto)                                    | Mountaineers de West Virginia (Sr.)                          |
| 43     | Devin Ebanks       | 12 août           | Lakers de Los Angeles (en provenance de Memphis)                            | Mountaineers de West Virginia (So.)                          |
| 44     | Jerome Jordan      | -                 | Trail Blazers de Portland (en provenance de Chicago)                        | Golden Hurricane de Tulsa (Sr.)                              |
| 45     | Paulão Prestes     | -                 | Timberwolves du Minnesota (en provenance de Houston)                        | CB Murcie (Espagne) 1988                                     |
| 46     | Gani Lawal         | 2 août            | Suns de Phoenix (en provenance de Phoenix)                                  | Yellow Jackets de Georgia Tech (Jr.)                         |
| 47     | Tiny Gallon        | 10 septembre      | Bucks de Milwaukee                                                          | Sooners de l'Oklahoma (Fr.)                                  |
| 48     | Latavious Williams | -                 | Heat de Miami                                                               | 66ers de Tulsa (D-League) (1989)                             |
| 49     | Ryan Richards      | -                 | Spurs de San Antonio                                                        | CB Gran Canaria (Espagne) (1991)                             |
| 50     | Solomon Alabi      | 8 juillet         | Mavericks de Dallas (en provenance d'Oklahoma City)                         | Seminoles de Florida State (So.)                             |
| 51     | Magnum Rolle       | 27 septembre      | Thunder d'Oklahoma City (en provenance de Portland via Dallas et Minnesota) | Bulldogs de Louisiana Tech (Sr.)                             |
| 52     | Luke Harangody     | 10 août           | Celtics de Boston                                                           | Fighting Irish de Notre Dame (Sr.)                           |
| 53     | Pape Sy            | 15 septembre      | Hawks d'Atlanta                                                             | Le Havre (France) (1988)                                     |
| 54     | Willie Warren      | 13 juillet        | Clippers de Los Angeles (en provenance de Denver)                           | Sooners de l'Oklahoma (So.)                                  |
| 55     | Jeremy Evans       | 1er juillet       | Jazz de l'Utah                                                              | Hilltoppers de Western Kentucky (Sr.)                        |
| 56     | Hamady N'Diaye     | 21 septembre      | Timberwolves du Minnesota (en provenance de Phoenix)                        | Scarlet Knights de Rutgers (Sr.)                             |
| 57     | Ryan Reid          | -                 | Mavericks de Dallas                                                         | Seminoles de Florida State (Jr.)                             |
| 58     | Derrick Caracter   | 13 août           | Lakers de Los Angeles                                                       | Miners d'UTEP (Jr.)                                          |
| 59     | Stanley Robinson   | 16 août           | Magic d'Orlando                                                             | Huskies du Connecticut (Sr.)                                 |
| 60     | Dwayne Collins     | -                 | Suns de Phoenix (en provenance de Cleveland)                                | Hurricanes de Miami (Sr.)                                    |

### Drafts précédentes
| Draft | Choix | Joueur           | Date de signature | Équipe                                              | Provenance                 | Réf.    |
| ----- | ----- | ---------------- | ----------------- | --------------------------------------------------- | -------------------------- | ------- |
| 2007  | 28    | Tiago Splitter   | 12 juillet        | San Antonio Spurs                                   | Caja Laboral (Espagne)     | [ 107 ] |
| 2008  | 31    | Nikola Peković   | 28 juillet        | Minnesota Timberwolves (acquis de Miami via Boston) | Panathinaikos (Grèce)      | [ 108 ] |
| 2008  | 36    | Ömer Aşık        | 13 juillet        | Chicago Bulls (acquis de Portland)                  | Fenerbahçe Ülker (Turquie) | [ 109 ] |
| 2008  | 60    | Semih Erden      | 5 juillet         | Boston Celtics                                      | Fenerbahçe Ülker (Turquie) | [ 110 ] |
| 2009  | 30    | Christian Eyenga | 23 juillet        | Cleveland Cavaliers                                 | DKV Joventut (Espagne)     | [ 111 ] |
| 2009  | 42    | Patrick Beverley | 2 août            | Miami Heat (acquis de L.A. Lakers)                  | Olympiakós (Grèce)         | ,       |

### Joueurs non draftés
Les joueurs suivants étaient éligibles à la draft 2010 de la NBA mais n'ont pas été sélectionné. Ils ont tout du moins fait partie du roster de début de saison dans une franchise NBA.
| Joueur          | Date de signature | Équipe                | Provenance                      | Réf.    |
| --------------- | ----------------- | --------------------- | ------------------------------- | ------- |
| Ben Uzoh        | 1er juillet       | New Jersey Nets       | Tulsa Golden Hurricane (Sr.)    | [ 114 ] |
| Jeremy Lin      | 21 juillet        | Golden State Warriors | Harvard Crimson (Sr.)           | [ 115 ] |
| Matt Janning    | 4 août            | Phoenix Suns          | Northeastern Huskies (Sr.)      | [ 116 ] |
| Sherron Collins | 6 août            | Charlotte Bobcats     | Kansas Jayhawks (Sr.)           | [ 117 ] |
| Samardo Samuels | 16 août           | Cleveland Cavaliers   | Louisville Cardinals (So.)      | [ 118 ] |
| Ishmael Smith   | 23 août           | Houston Rockets       | Wake Forest Demon Deacons (Sr.) | [ 119 ] |
| Manny Harris    | 25 septembre      | Cleveland Cavaliers   | Michigan Wolverines (Jr.)       | [ 120 ] |